# Rafael Vaganian
Rafael Vaganian (armenisch Ռաֆայել Վահանյան, Transkription Rafael Wahanjan; * 15. Oktober 1951 in Jerewan) ist ein in Deutschland lebender armenischer Großmeister im Schach.

## Name
Rafael Vaganian ist international unter dem Namen Waganjan (in englischer Transkription Vaganian) bekannt, da er als Vertreter der Sowjetunion unter der russifizierten Namensform Рафаэль Артёмович Ваганян (Rafael Artjomowitsch Waganjan) antrat.

## Erfolge
Im Jahr 1969 gewann Vaganian gemeinsam mit Zoltán Ribli und Karl-Heinz Maeder die Jugendeuropameisterschaft in Groningen, nach Feinwertung war er Zweiter. Nach seinem Sieg in Vrnjačka Banja 1971 verlieh ihm die FIDE den Großmeistertitel. Bei der UdSSR-Meisterschaft 1974 wurde er geteilter Dritter und Vierter, 1975 teilte er Platz 2 bis 4. Beim sowjetischen Zonenturnier 1978 in Lwiw wurde Vaganian Zweiter und qualifizierte sich für das Interzonenturnier in Rio de Janeiro 1979, bei dem er Platz 12 belegte.
Nach Turniersiegen in São Paulo 1977, Las Palmas 1979, Manila 1981, Moskau 1982, Hastings 1982/1983, Tallinn 1983 und Lwiw 1984, aber ohne Erfolg bei seinen Versuchen, sich für die Weltmeisterschaft zu qualifizieren, gelang ihm beim Interzonenturnier von Biel 1985 sein bis dato größter Erfolg: Er gewann das Turnier mit einem Punkt Vorsprung und qualifizierte sich für das Kandidatenturnier in Montpellier 1985. Beim Kandidatenturnier setzte er seine Erfolgsserie fort und gelangte gemeinsam mit Artur Jussupow und Andreï Sokolov auf den geteilten ersten Platz, was eine Qualifikation zur nächsten Etappe, dem Halbfinalwettkampf im Kandidatenturnier bedeutete. Vaganian bekam Andrei Sokolov zugelost, dem er in Minsk 1986 mit 2:6 (+0 =4 −4) unterlag und ausschied.
Vaganian setzte seine Siege in internationalen Turnieren fort, so gewann er in Leningrad 1987 und Marseille 1987, bevor er erneut in die Kandidatenkämpfe eingriff: 1988 unterlag er in Saint John dem Ungarn Lajos Portisch mit 2,5:3,5 (+0 =5 −1) bereits in der ersten Runde. An gleicher Stelle wurde er wenige Tage später Vize-Weltmeister im Blitzschach, bei der erstmals offiziell ausgerichteten Meisterschaft. Sieger wurde Michail Tal, dem Vaganian im Finale mit 0:4 unterlag. 1989 gewann Vaganian in Odessa die UdSSR-Meisterschaft, 1990 gewann er in Toronto.
1994 gewann er das World-Open in Philadelphia. 2004 war er punktgleich mit dem Sieger Sergei Rubljowski im Aeroflot Open in Moskau. Im November 2019 gewann Vaganian in Bukarest die Seniorenweltmeisterschaft der Altersklasse 65+.

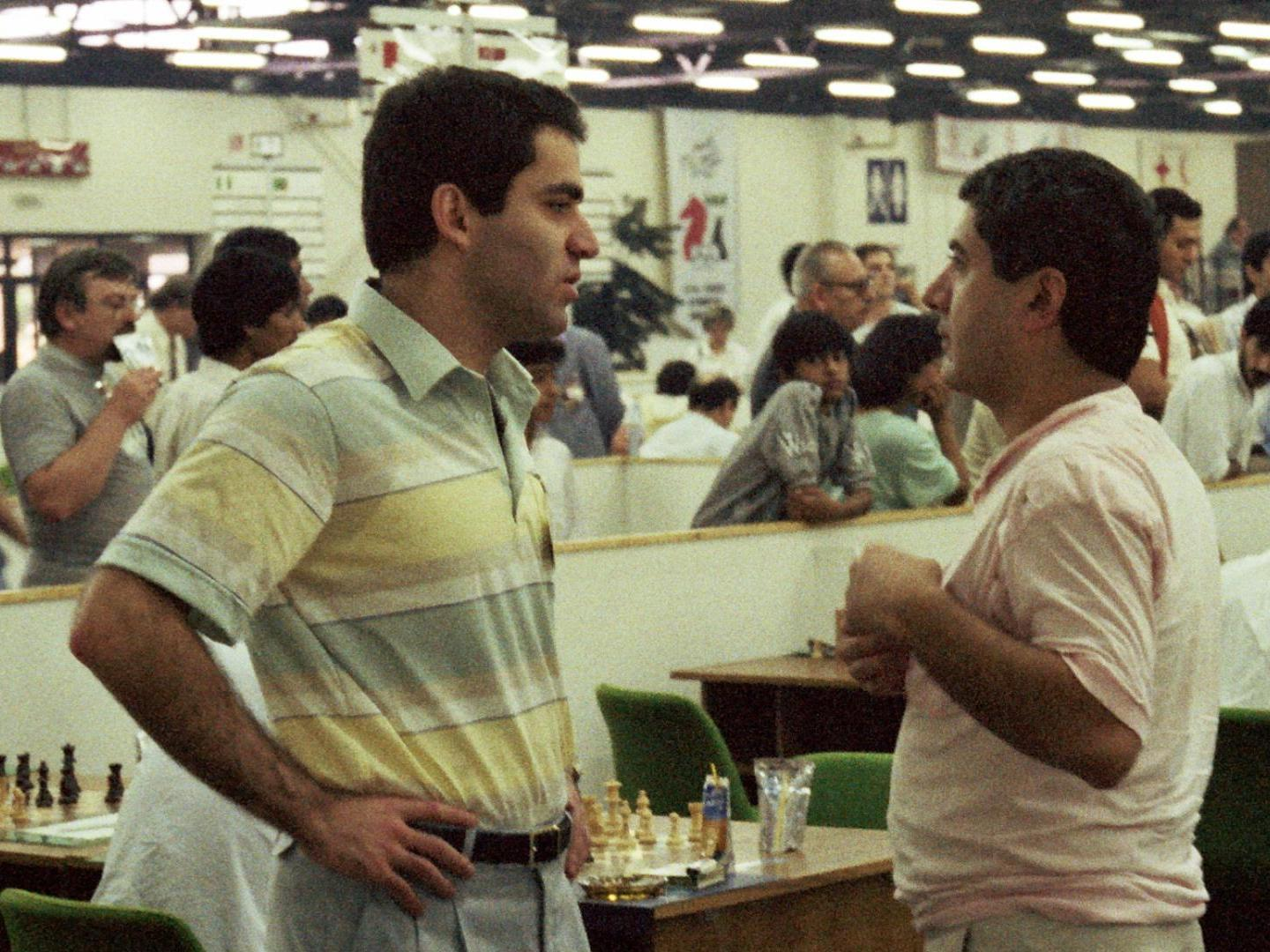
Weltmeister Garri Kasparow und Rafael Vaganian, diskutierend auf der Schacholympiade 1986 in Dubai

## Nationalmannschaft
Vaganian nahm an neun Schacholympiaden teil, und zwar 1978, 1984 und 1986 mit der Sowjetunion sowie 1992, 1994, 1996, 1998, 2000 und 2004 mit Armenien. Mit der Mannschaft gewann er 1984 und 1986, erreichte 1978 den zweiten sowie 1992 und 2004 den dritten Platz. In der Einzelwertung gewann er 1984 und 2004 jeweils am dritten Brett, 1984 erreichte er außerdem die zweitbeste Elo-Leistung aller Teilnehmer.
An der Mannschaftsweltmeisterschaft nahm er 1985 und 1989 mit der UdSSR sowie 1993, 1997, 2001 und 2005 mit Armenien teil. Mit der Mannschaft gewann er 1985 und 1989 und erreichte 1997, 2001 und 2005 den dritten Platz. In der Einzelwertung gewann er 1985 am dritten und 1989 am vierten Brett und erreichte 2001 den zweiten Platz am zweiten Brett.
An der Mannschaftseuropameisterschaft nahm Vaganian 1980, 1983 und 1989 mit der Sowjetunion sowie 1992, 1997 und 2005 mit Armenien teil. Mit der Mannschaft gewann er 1980, 1983 und 1989 und erreichte 1997 den dritten Platz. In der Einzelwertung gewann er 1997 am zweiten Brett und erreichte 1980 am achten und 1983 am vierten Brett jeweils das zweitbeste Ergebnis.
1984 wurde er beim Wettkampf UdSSR gegen den Rest der Welt am fünften Brett der UdSSR-Auswahl aufgestellt und unterlag Zoltán Ribli mit 1,5:2,5.

## Vereine

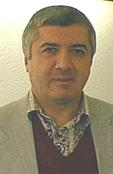
Rafael Vaganian,
1998 in Porz.

An der sowjetischen Vereinsmeisterschaft nahm Vaganian zwischen 1968 und 1984 sechsmal mit Spartak teil.
In der armenischen Mannschaftsmeisterschaft spielte er von 2006 bis 2008 für Bank King Jerewan, mit denen er 2006 und 2007 Meister wurde. Dreimal nahm er am European Club Cup teil und gewann 2007 die Einzelwertung am dritten Brett.
2014 spielte er für Politechnik Jerewan. 1996 und 1997 nahm er mit Jerewan am European Club Cup teil.
In der deutschen 1. Schachbundesliga spielte er von 1990 bis 2007 für die SG Porz, mit der er 1994, 1996, 1998, 1999, 2000 und 2004 Deutscher Mannschaftsmeister wurde. In der Saison 1996/97 erreichte Vaganian mit 14,5 Punkten aus 15 Partien das beste Einzelergebnis, das jemals in einer Bundesligasaison erreicht wurde. Mit Porz nahm er am European Club Cup 1992 teil.
In der niederländischen Meesterklasse spielte Vaganian von 1996 bis 2001 für De Variant Breda und wurde 1997, 1998, 1999, 2000 und 2001 niederländischer Mannschaftsmeister. Mit Breda nahm er auch dreimal am European Club Cup teil und gewann diesen 1998.
In der russischen Mannschaftsmeisterschaft spielte er von 2003 bis 2005 für die Mannschaft von Max Wen Jekaterinburg, mit der er auch am European Club Cup 2004 teilnahm. Beim European Club Cup 2005 vertrat er Südural Tscheljabinsk.
Vaganian hat auch schon in Belgien für den KSK Rochade Eupen-Kelmis und in Frankreich für Echiquier Nanceien gespielt.

## Partiebeispiel
|   | a | b | c | d | e | f | g | h |   |
| 8 |   |   |   |   |   |   |   |   | 8 |
| 7 |   |   |   |   |   |   |   |   | 7 |
| 6 |   |   |   |   |   |   |   |   | 6 |
| 5 |   |   |   |   |   |   |   |   | 5 |
| 4 |   |   |   |   |   |   |   |   | 4 |
| 3 |   |   |   |   |   |   |   |   | 3 |
| 2 |   |   |   |   |   |   |   |   | 2 |
| 1 |   |   |   |   |   |   |   |   | 1 |
|   | a | b | c | d | e | f | g | h |   |

Die folgende Partie gewann Vaganian bei der UdSSR-Meisterschaft 1983 in Moskau mit den weißen Steinen gegen Alexander Beliavsky.
Vaganian–Beliavsky 1:0
Moskau, 16. April 1983
Königsindischer Angriff, A07
1. Sf3 d5 2. g3 c6 3. Lg2 Sf6 4. 0–0 Lf5 5. d3 e6 6. Sbd2 h6 7. De1 Lh7 8. e4 Le7 9. e5 Sfd7 10. De2 c5 11. Te1 Sc6 12. Sf1 g5 13. h3 Dc7 14. a3 0–0–0 15. b4 cxb4 16. axb4 Lxb4 17. Ld2 Lc5 18. c3 Lb6 19. d4 Kb8 20. h4 g4 21. S3h2 h5 22. Lg5 Tc8 23. Tec1 Sa5 24. Sd2 Sc4 25. Shf1 Sb2 26. Sb1 Sc4 27. Se3 Ka8 28. Sd2 Sb2 29. Se4 Lxe4 30. Lxe4 Sc4 31. Sxc4 Dxc4 32. Ld3 Dc7 33. Db2 Thf8 34. Le7 f6 35. Ld6 Dd8 36. Tcb1 Tc6 37. Lxf8 Dxf8 38. Lb5 fxe5 39. Lxc6 bxc6 40. Da2 Db8 41. Da3 1:0

## Privat
Vaganian ist verheiratet mit der Schachspielerin Irina Vaganian (geb. Jeruslanowa), die den Titel einer Internationalen Meisterin der Frauen trägt. (Elo-Zahl 2269, Stand: Juni 2018). Im Jahr 1981 gewann sie die sowjetische Meisterschaft der weiblichen Jugend in Kutaissi. Sie gestaltete die offizielle Internetpräsenz der deutschen Schach-Bundesliga sowie ihres Vereines SG Porz.
2012 wurde ihm die Ehrenbürgerschaft der Stadt Jerewan verliehen.